# Avenue Bellevue
Pour les articles homonymes, voir Bellevue.
L'avenue Bellevue (en occitan : avenguda Bèla Vista) est une voie de Toulouse, chef-lieu de la région Occitanie, dans le Midi de la France.

## Situation et accès

### Description
L'avenue Bellevue est une voie publique. Elle se trouve dans le quartier Bonnefoy.
Elle naît perpendiculairement au chemin Michoun. Elle est longue de 246 mètres, d'une largeur régulière de 10 mètres et orientée au nord-est. Elle s'élève, depuis son origine, à 165 mètres, jusqu'à 166 mètres (face au no 10). Elle s'abaisse ensuite progressivement à 164 mètres, au carrefour de la rue Maurice-Ravel, 163 mètres, au carrefour de la rue Veillon, 158 mètres, au carrefour de la rue des Glycines, et enfin 151 mètres, au carrefour de la rue du Faubourg-Bonnefoy, où elle se termine.
La chaussée compte une seule voie de circulation automobile à double-sens. Elle est définie comme une zone 30 et la vitesse est limitée à 30 km/h. Il n'existe pas d'aménagement cyclable.

### Voies rencontrées
L'avenue Bellevue rencontre les voies suivantes, dans l'ordre des numéros croissants (« g » indique que la rue se situe à gauche, « d » à droite) :
1. Chemin Michoun
2. Rue Maurice-Ravel (d)
3. Rue Veillon (g)
4. Rue des Glycines
5. Rue du Faubourg-Bonnefoy

## Odonymie
Le nom de l'avenue reflète la promesse faite par le promoteur du lotissement aux nouveaux propriétaires, celui d'une « belle vue ». Il rappelle d'ailleurs le nom d'une voie parallèle, la rue Beau-Site, ouverte l'année suivante.
Comme il existait déjà deux chemins Bellevue, au quartier de la Côte Pavée (actuelle rue Stéphane-Mallarmé) et à Pouvourville (actuel chemin de Pouvourville), ainsi que trois rues Bellevue dans les quartiers de Marengo (actuelle rue Noémie-Dessalles), de Guilheméry (actuelle rue Georges-Bizet) et de Jolimont (actuelle rue André-Chénier), l'avenue actuelle reçut le qualificatif de Bellevue-Lapujade, puisqu'elle se trouvait à proximité du chemin de ce nom. C'est le 12 avril 1947, à la suite du changement du nom des autres voies, que l'avenue conserva seule ce nom de Bellevue.

## Histoire
L'avenue Bellevue est tracée en 1933 dans le cadre du lotissement de plusieurs terrains établis entre la rue du Faubourg-Bonnefoy et l'avenue de Lavaur : rue Beau-Site et rue Maurice-Ravel en 1934, rue Sainte-Augustine en 1935, rue Lavoisier et rue Hyacinthe-Cazal (actuelle rue des Glycines) en 1936, et rue Sainte-Marie en 1937. L'aménagement de ces terrains, pour une superficie totale de 12 hectares, s'inscrit dans le prolongement de l'urbanisation du haut du faubourg Bonnefoy, mais aussi de l'aménagement du nouveau quartier de la Roseraie par la Société immobilière toulousaine pour l'extension et l'embellissement de la ville (S.I.T.E.E.V.) entre 1932 et 1933.

## Patrimoine et lieux d'intérêt
- no  2 : maison (après 1925)[4].
- no  13 : maison (1933)[5].
- no  16 : maison La Terrasse (années 1930)[6].
- no  21 : maison Goyua Ina (après 1925)[7].
- no  23 : maison (1935, Aldric Barthet)[8].

- no  32 : maison. 
La maison, d'architecture Art déco, est construite après 1925. Les façades de style néo-basque ont cependant été profondément transformées à la suite de travaux en 2014. Elle s'élève au cœur d'une parcelle à l'angle de la rue des Glycines. Le jardin est fermé par une mur de clôture. La maison a un plan en L se développe sur deux niveaux : un rez-de-chausséé, occupé par les pièces de service, et un étage, dévolu aux pièces de vie. Ils étaient, jusqu'en 2014, traités de façon différente : le rez-de-chaussée avec un appareil en moellons, le reste des murs enduits. Les façades jouent sur la dissymétrie et les décrochements : l'élévation sur l'avenue Bellevue se compose d'un avant-corps large de trois travées, percé d'ouvertures de tailles et de formes différentes. Un escalier extérieur mène au porche où se trouve la porte d'entrée. Un décor de faux pans de bois, posé sur le pignon de la façade, a également été effacé en 2014[9].

- no  33 : maison (deuxième moitié du XXe siècle)[10].
- no  34 : maison (après 1925)[11].
- no  38 : maison (après 1925)[12].
- no  40 : maison (après 1925)[13].
- no  42 : maison (après 1925)[14].